# Princesse (film, 2006)
Pour les articles homonymes, voir princesse (homonymie).
Pour plus de détails, voir Fiche technique et Distribution.
Princesse (Princess) est un long-métrage d'animation germano-danois réalisé par Anders Morgenthaler, sorti en 2006.
C'est un film d'enquête et d'action destiné à un public adulte. Le film mêle les séquences d'animation et les prises de vue réelles, avec une majorité de séquences d'animation.

## Synopsis
August, un prêtre missionnaire de 32 ans, apprend la mort de sa sœur Christina, ancienne star du porno connue sous le nom de « The Princess », qui a succombé à une overdose après des années de déchéance. Il recueille la fille de Christinia, Mia, âgée de cinq ans. August entame alors une sanglante recherche pour venger Mia et détruire tout le matériel pornographique montrant « The Princess ».

## Fiche technique
- Titre original : Princess
- Titre français : Princesse
- Autres titres : Irmão Padre, Irmã Puta (Brésilien), Księżniczka (Polonais), Hercegnö (Hongrois)
- Réalisation : Anders Morgenthaler
- Scénario : Mette Heeno et Anders Morgenthaler
- Direction artistique : Gitte Bundgaard-Malling
- Montage : Mikkel E.G. Nielsen
- Musique : Mads Brauer et Casper Clausen
- Animateur : Mads Juul
- Production : Jens Arnoldus, Sarita Christensen
- Distribution : Nordisk Film Biografdistribution, Tartan USA, Équation
- Société de production : Zentropa (la maison de production de Lars von Trier)
- Pays d'origine : Danemark
- Langue originale : danois
- Format : 35 mm
- Durée : 82 minutes
- Dates de sortie : 16 mai 2006 (Cannes Film Festival)
  -  France : 4 octobre 2006
  -  États-Unis : 24 mars 2007
- Classification -12 ans (France)

## Distribution
- Thure Lindhardt : August
- Stine Fischer Christensen : Christina
- Mira Hilli Møller Hallund : Mia
- Liv Corfixen : Luder i bil
- Jens Arentzen : Le père
- Ida Dwinger : La mère
- Christian Tafdrup : Charlie
- Tommy Kenter : Preben
- Margrethe Koytu : Karen
- Søren Lenander : Sonny
- Karen Rosenberg : Kvinde
- Peter van Hoof : Various Characters (voice)
- Niels Weyde : Betjent Andersen
- Rasmus Bjerg
- Jiming Cai
- Liv Corfixen
- Rikke Hallund
- Henrik Ibsen
- Gunnar Wille

## Production
Les séquences d'animation représentent 80 % de la durée totale du film.
Le film a été présenté à la Quinzaine des réalisateurs 2006.

## Réception
« intrigue et les personnages sont simplistes »

— Anna Smith (BBC Home), 

« Une croisade qui s'enfonce rapidement dans une violence extrême avec un protagoniste hors de soi. »

— Moland Fengkov (Plume Noire), 

« Pour venger sa défunte sœur et protéger sa nièce, il fait le choix de la violence extrême, allant jusqu’à éventrer d’anciens producteurs sous les yeux de la petite. »

— Rémy Margage (Abus de ciné), 

## Récompenses & Nominations

### Récompenses
- 2007 : Sweden Fantastic Film Festival, Best European Fantastic Feature Film, Anders Morgenthaler
- 2006 : Flanders International Film Festival, Anders Morgenthaler
- 2006 : Sitges - Catalonian International Film Festival

### Nominations
- 2007 : Robert Festival
- 2006 : Bratislava International Film Festival, Grand Prix
- 2006 : Amanda Awards, Norway, Best Debut

## Diffusion télévisée
Le dimanche 7 juillet 2019, la chaîne de télévision privée Antenne Réunion diffuse à 15h40 le film. La chaîne explique que le film a été diffusé à un horaire plutôt familiale par erreur car lors de l'acquisition du programme, par la chaîne, en 2008, le fournisseur avait catégorisé le film en "film familiaux" mais aussi que le programme est passé, par la suite, entre les mailles du filet du visionnage avant diffusion antenne. La chaîne a présenté ses excuses le jour même via son journal télévisé de 19H et par communiqué.